# Vicente Bru Martínez
Vicente Bru Martínez fou un polític valencià. Durant el regnat d'Isabel II d'Espanya fou membre de la diputació de València pel districte d'Aiora (1856 i 1869), i després de la revolució de 1868 ho fou pel de Xalans (1871). Abandonà el càrrec quan fou escollit a les eleccions generals espanyoles de 1871 diputat pel districte de Requena. El seu germà, Enrique Bru, també fou diputat provincial entre 1882 i 1892 per Requena.